# Qualificazioni al campionato europeo maschile di calcio 2000 - Gruppo 4

## Classifica
| Pos. | Squadra | P.ti | G  | V | P | S  | RF | RS | DR  |
| ---- | ------- | ---- | -- | - | - | -- | -- | -- | --- |
| 1    | Francia | 21   | 10 | 6 | 3 | 1  | 17 | 10 | +7  |
| 2    | Ucraina | 20   | 10 | 5 | 5 | 0  | 14 | 4  | +10 |
| 3    | Russia  | 19   | 10 | 6 | 1 | 3  | 22 | 12 | +10 |
| 4    | Islanda | 15   | 10 | 4 | 3 | 3  | 12 | 7  | +5  |
| 5    | Armenia | 8    | 10 | 2 | 2 | 6  | 8  | 15 | -7  |
| 6    | Andorra | 0    | 10 | 0 | 0 | 10 | 3  | 28 | -25 |

## Risultati
| Arbitro: | Richard O'Hanlon |

|                              |           |                    |
| Avalyan 40’ Yesayan 71’, 90’ | Marcatori | 85’ (rig.) Lucendo |

| Arbitro: | Eric Blareau |

|             |           |             |
| Daðason 32’ | Marcatori | 35’ Dugarry |

| Arbitro: | Markus Merk |

|                                           |           |                         |
| Popov 14’ Skachenko 24’ Rebrov 74’ (rig.) | Marcatori | 67’ Varlamov 88’ Onopko |

| Arbitro: | Anton Guetzov |

|  |           |                           |
|  | Marcatori | 32’ Kosovs'kyj 44’ Rebrov |

| Erevan 10 ottobre 1998, ore 18:00 UTC+5 | Armenia       | 0 – 0 referto | Islanda | Stadio Hrazdan (6.000 spett.)\| Arbitro: \| Morgan Norman \| |
| Arbitro:                                | Morgan Norman |               |         |                                                              |

| Arbitro: | Piero Ceccarini |

|                            |           |                                     |
| Janovskij 45’ Mostovoi 55’ | Marcatori | 13’ Anelka 28’ Pires 81’ Boghossian |

| Arbitro: | Dani Koren |

|                           |           |  |
| Candela 54’ Djorkaeff 59’ | Marcatori |  |

| Arbitro: | René Temmink |

|                   |           |  |
| Kovtun 87’ (aut.) | Marcatori |  |

| Arbitro: | Marcel Lică |

|                         |           |  |
| Skachenko 31’ Husin 80’ | Marcatori |  |

| Arbitro: | Charles Agius |

|  |           |                                 |
|  | Marcatori | 58’ E. Sverrisson 67’ Adolfsson |

| Arbitro: | Terje Hauge |

|  |           |                                        |
|  | Marcatori | 7’, 63’ (rig.) Karpin 89’ Beschastnykh |

| Saint-Denis 27 marzo 1999, ore 20:00 UTC+1 | Francia      | 0 – 0 referto | Ucraina | Stade de France (78.519 spett.)\| Arbitro: \| Günter Benkö \| |
| Arbitro:                                   | Günter Benkö |               |         |                                                               |

| Arbitro: | Georgios Bikas |

|                        |           |  |
| Wiltord 3’ Dugarry 45’ | Marcatori |  |

| Arbitro: | Mikko Vuorela |

|                                                                       |           |                  |
| Titov 8’ Beschastnykh 11’, 62’ Onopko 42’ Tsymbalar 50’ Alenichev 90’ | Marcatori | 73’ Juli Sánchez |

| Arbitro: | Dani Koren |

|              |           |                   |
| Vashchuk 59’ | Marcatori | 66’ L. Sigurðsson |

| Arbitro: | Paul Durkin |

|                       |           |                           |
| Petit 48’ Wiltord 54’ | Marcatori | 40’, 75’ Panov 87’ Karpin |

| Arbitro: | Mikko Vuorela |

|                                |           |  |
| Daðason 30’ R. Kristinsson 46’ | Marcatori |  |

| Arbitro: | Andreas Georgiou |

|                                              |           |  |
| Popov 38’ Rebrov 41’ Dmytrulin 56’ Husin 89’ | Marcatori |  |

| Arbitro: | Michael Ross |

|  |           |                    |
|  | Marcatori | 86’ (rig.) Leboeuf |

| Erevan 9 giugno 1999, ore 19:00 UTC+5 | Armenia       | 0 – 0 referto | Ucraina | Stadio Hrazdan (15.000 spett.)\| Arbitro: \| Roberto Boggi \| |
| Arbitro:                              | Roberto Boggi |               |         |                                                               |

| Arbitro: | Metin Tokat |

|            |           |  |
| Karpin 44’ | Marcatori |  |

| Arbitro: | Miroslav Liba |

|                                                   |           |  |
| Þ.Guðjónsson 29’ Hreiðarsson 32’ E.Guðjohnsen 90’ | Marcatori |  |

| Arbitro: | Charles Agius |

|                                   |           |  |
| Beschastnykh 8’ (pen.) Karpin 70’ | Marcatori |  |

| Kiev 4 settembre 1999, ore 19:00 UTC+3 | Ucraina     | 0 – 0 referto | Francia | Stadio Olimpico (78.000 spett.)\| Arbitro: \| Hugh Dallas \| |
| Arbitro:                               | Hugh Dallas |               |         |                                                              |

| Arbitro: | Jørn Larsen |

|                       |           |                 |
| Justo Ruiz 39’ (rig.) | Marcatori | 22’ (57) Onopko |

| Arbitro: | Vítor Melo Pereira |

|  |           |                   |
|  | Marcatori | 43’ (rig.) Rebrov |

| Arbitro: | Atanas Uzunov |

|                                     |           |                                               |
| Mikaelyan 6’ Shahgeldyan 90’ (rig.) | Marcatori | 45’ (rig.) Djorkaeff 67’ Zidane 74’ Laslandes |

| Arbitro: | Peter Jones |

|  |           |                                             |
|  | Marcatori | 26’ A.Petrosyan 59’ Yesayan 63’ Shahgeldyan |

| Arbitro: | Bernd Heynemann |

|                                                |           |                                 |
| Daðason 17’ (aut.) Djorkaeff 38’ Trezeguet 71’ | Marcatori | 47’ E.Sverrisson 56’ Gunnarsson |

| Arbitro: | David Elleray |

|            |           |                |
| Karpin 75’ | Marcatori | 88’ Shevchenko |

## Statistiche

### Classifica marcatori
6 reti
- Valeri Karpin

4 reti
- Vladimir Beschastnykh
- Viktor Onopko
- Serhiy Rebrov

3 reti
- Tigran Yesayan
- Youri Djorkaeff

2 reti
- Armen Shahgeldyan
- Christophe Dugarry
- Sylvain Wiltord
- Ríkharður Daðason
- Eyjólfur Sverrisson
- Aleksandr Panov
- Andriy Husin
- Serhij Popov
- Serhiy Skachenko

1 rete
- Jesús Lucendo
- Justo Ruiz
- Juli Sánchez
- Garnik Avalyan
- Karapet Mikaelyan
- Art'owr Petrosyan
- Nicolas Anelka
- Alain Boghossian
- Vincent Candela
- Lilian Laslandes
- Frank Lebœuf
- Emmanuel Petit
- Robert Pirès
- David Trezeguet
- Zinédine Zidane
- Steinar Dagur Adolfsson
- Eiður Guðjohnsen
- Þórður Guðjónsson
- Brynjar Gunnarsson
- Hermann Hreiðarsson
- Rúnar Kristinsson
- Lárus Orri Sigurðsson
- Dmitri Alenichev
- Aleksandr Mostovoi
- Yegor Titov
- Ilya Tsymbalar
- Yevgeni Varlamov
- Igor' Janovskij
- Jurij Dmytrulin
- Vitalij Kosovs'kyj
- Andriy Shevchenko
- Vladyslav Vashchuk

autoreti
- Ríkharður Daðason (pro Francia)
- Yuri Kovtun (pro Islanda)